# Neocorynura chapadicola
Neocorynura chapadicola är en biart som först beskrevs av Cockerell 1901.  Neocorynura chapadicola ingår i släktet Neocorynura och familjen vägbin. Inga underarter finns listade i Catalogue of Life.